# شیقاره
شیقاره (به عربی: الشيقارة) یک شهرداری در الجزایر است که در استان میله واقع شده‌است. شیقاره ۱۳٬۶۰۹ نفر جمعیت دارد.